# 前200年代
| 千纪： | 前1千纪 |
| 世纪： | 前4世纪 \| 前3世纪 \| 前2世纪                                                                              |
| 年代： | 前230年代 \| 前220年代 \| 前210年代 \| 前200年代 \| 前190年代 \| 前180年代 \| 前170年代                    |
| 年份： | 前209年 \| 前208年 \| 前207年 \| 前206年 \| 前205年 \| 前204年 \| 前203年 \| 前202年 \| 前201年 \| 前200年 |

前200年代從前209年1月1日開始，於前200年12月31日結束。

## 大事记
- 秦朝灭亡，楚汉相争，汉朝建立。
- 为了击败汉尼拔，罗马开始向迦太基在西班牙的殖民地及迦太基本土进行反击，这个战略迫使汉尼拔从意大利撤军。

## 逝世
- 前208年——李斯，秦朝大臣
- 前208年——项梁，楚将军
- 前207年——嬴胡亥，秦朝皇帝
- 前202年——项羽，西楚霸王